# Jean Baptiste Antoine Suard

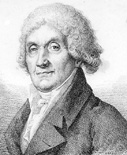
Jean-Baptiste-Antoine Suard

Jean Baptiste Antoine Suard, auch bekannt unter dem Pseudonym Desfontaines oder durch die Initialen A. D. F. (* 15. Januar 1732 in Besançon; † 20. Juli 1817 in Paris) war ein französischer Journalist und Autor.

## Leben und Wirken
Jean Baptiste Antoine Suard war der Sohn eines Universitätsekretärs aus Besançon, Maître écrivain et secrétaire de l’Université Edme Suard. Seine Mutter war die geborene Charlotte Deschambaux.
In seiner Jugend wurde er verhaftet und auf die Iles Sainte-Marguerite deportiert, nachdem er durch einen Zeugen denunziert worden war. Suard tötete in einem Duell einen Offizier, einen Neffe des Kriegsministers. Er wurde nach nur achtzehn Monaten aus der Internierung entlassen.
Mit zwanzig Jahren kam Suard nach Paris und wurde in die Gesellschaft von Marie Thérèse Rodet Geoffrin aufgenommen. Er lernte auch Guillaume Thomas François Raynal kennen, der ihn im weiteren Verlauf seines Lebens in Paris protegierte und ihn etwa als Hauslehrer in die wohlhabende Kreise vermittelte.
Im Jahr 1754 veröffentlichte er in Zusammenarbeit mit Abbé Arnaud (1721–1784), Antoine-François Prévost und dem Rechtsanwalt Pierre-Jean-Baptiste Gerbier (1725–1788) das Journal étranger.
Er setzte dieses Journal unter gleichem Titel mit Abbé Arnaud bis 1764 fort, und danach noch zwei weitere Jahre unter dem Titel Gazette littéraire de l’Europe.
Vom Jahre 1762 an schrieb er für die Gazette de France, die der Herzog Étienne-François de Choiseul dem Abbé Arnaud anvertraut hatte. Sein Einkommen verbesserte sich hierdurch auf 10.000 Livres pro Jahr. Diese Tätigkeit verlor er im Jahre 1771 und so erhielt Suard eine Überbrückungsleistung von 2500 Livres durch den französischen Mathematiker und Enzyklopädisten Jean-Baptiste le Rond d’Alembert.
Er wurde im Jahre 1772 zum Mitglied der Académie française gewählt, Fauteuil N° 26. Doch wurde seine Wahl durch den König Ludwig XV. für nichtig erklärt. Zwei Jahre später am, 26. Mai 1774, wurde er erneut aufgenommen und Jean-Baptiste Louis Gresset hielt am 4. August die Festrede. In seiner Dankesrede würdigte er die Philosophie und nahm Bezug auf den kritischen Diskurs mit Jean-Jacques Lefranc de Pompignan.
Als die Französische Revolution ausbrach und der Fortgang der Entwicklungen auch die Académie française bedrohten, setzte sich Suard für deren Verteidigung ein; so antwortete er tapfer auf die Angriffe von Sébastien-Roch Nicolas de Chamfort. Während der Zeiten des Großen Terrors zog er sich in sein Haus in Fontenay-aux-Roses zurück.
Er heiratete am 16. Januar 1766 Marie Amilie Suard (1750–1830), die Schwester des Herausgebers Charles-Joseph Panckoucke. Sie war eine gebildete Frau, Femme de lettres. Sie war schon seit Jugendzeiten an eng mit Marie Jean Antoine Nicolas Caritat, Marquis de Condorcet befreundet und korrespondierte auch regelmäßig mit Voltaire. Jeweils am Dienstag und Samstag einer Woche führte sie einen literarischen Salon. Regelmäßige Besucher waren u. a. der junge Charles-Maurice de Talleyrand-Périgord, Abbé Raynal, die Gebrüder André Chénier und Marie-Joseph Chénier, die beide Daniel-Charles Trudaine (1703–1769), Jeanne-Marie Leprince de Beaumont und natürlich auch Condorcet selbst. 1805 wurde er zum auswärtigen Mitglied der Göttinger Akademie der Wissenschaften gewählt. Seit 1808 war er auch auswärtiges Mitglied der Bayerischen Akademie der Wissenschaften.
Nach seinem Tode wurde er auf dem Pariser Friedhof Père-Lachaise bestattet, 11. Division. In seiner Heimatstadt Besançon wurde eine Straße nach ihm benannt.

## Werke
- Lettre écrite de l’autre monde, par l’A.D.F. (Pierre François Guyot Desfontaines) à F. (Élie Catherine Fréron). (1754)
- Lettres critiques. 1758 Schrift gegen die Mémoires de Trévoux und dem Journal des savants
- Variétés littéraires ou recueils de pièces, tant originales que traduites. Zusammen mit Abbé Arnaud, (1768–1769), 4 vol.
- Discours impartial sur les affaires actuelles de la librairie. (1777)
- Lettres de l’anonyme de Vaugirard sur Christoph Willibald Gluck et Niccolò Piccinni, en faveur de ce dernier.
- Archives Littéraires de l’Europe ou Mélanges de littérature. (1803–1805), 5 vol.[12]
- De la liberté de la presse. (1814)